# Bam Margera

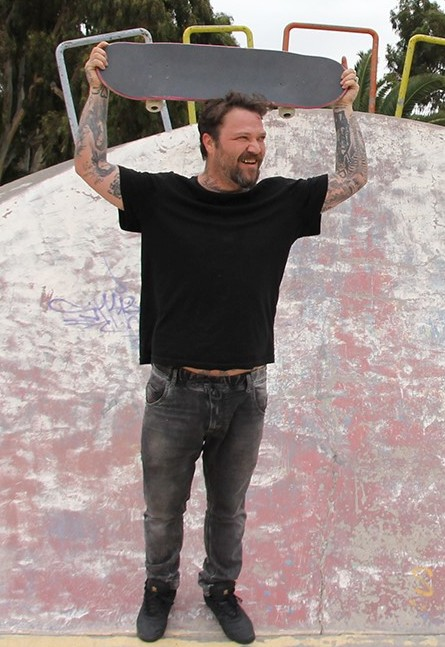
Bam Margera (2017)

Brandon Cole „Bam“ Margera (* 28. September 1979 in West Chester, Pennsylvania) ist ein US-amerikanischer ehemaliger Skateboarder, TV-Persönlichkeit, Stuntman und Filmemacher, u. a. bekannt aus den Reality-Comedy-Serien Jackass und Viva La Bam.

## Laufbahn

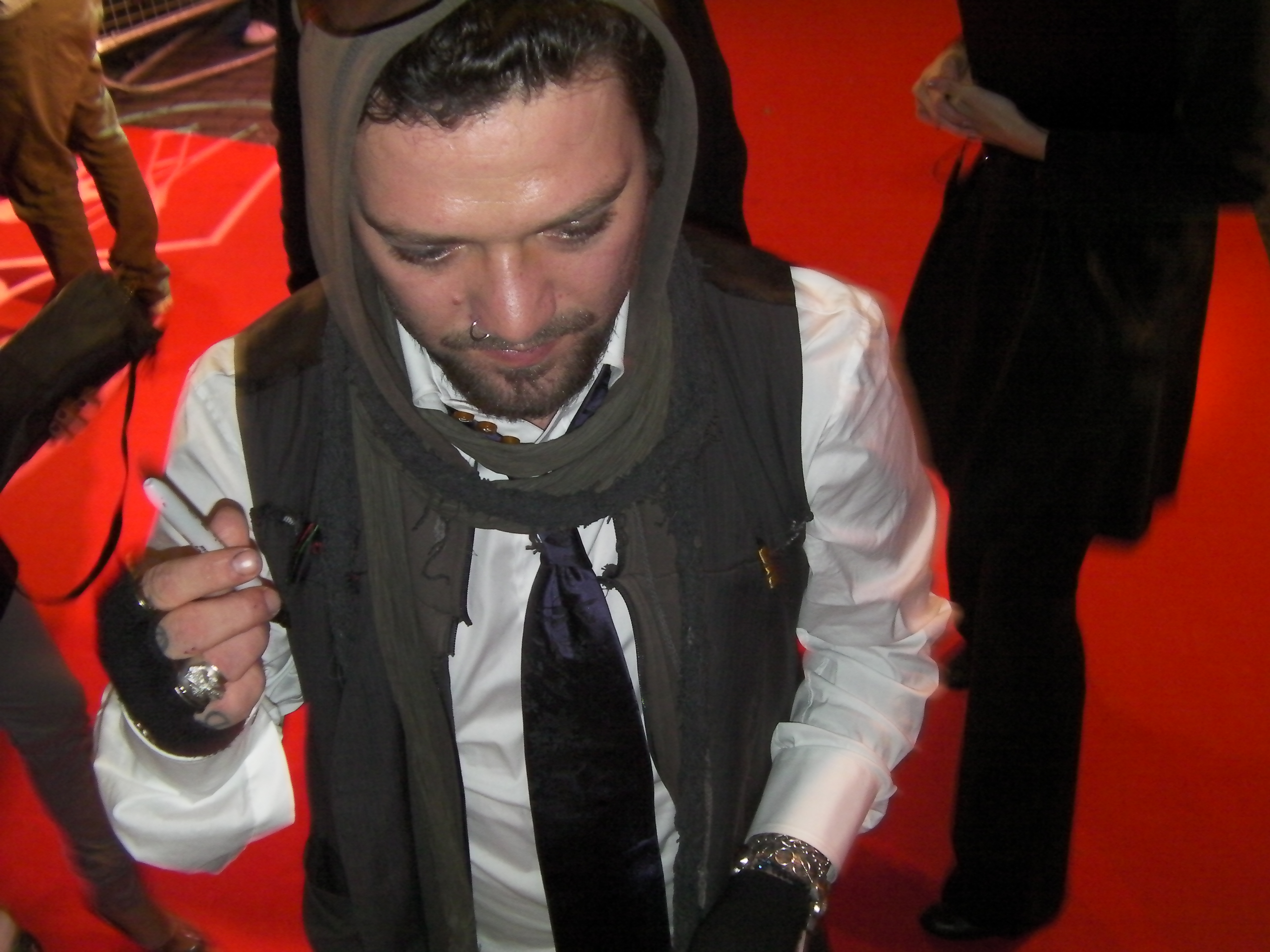
Margera auf der Premiere von Jackass 3D in Berlin im Oktober 2010

Bam Margera wurde als Sohn von April und Phil Margera geboren und hat einen Bruder namens Jess Margera, welcher Mitglied der Rockband CKY ist. Den Spitznamen „Bam“ erhielt er eigenen Angaben zufolge von seinem Großvater. Nach seiner Schulzeit drehte Margera gemeinsam mit seinen Freunden Brandon DiCamillo, Ryan Dunn, Chris Raab und Rake Yohn Kurzfilme, die eine Mischung aus Skateboardtricks, Musik und gefährlichen Mutproben beinhalten. Aus diesen wurden später die vier CKY-Filme zusammengeschnitten, die nach der Band von Margeras Bruder benannt sind.
Durch die CKY-Filme wurde der Fernsehsender MTV auf Margera und dessen Freunde aufmerksam und engagierte die fünf als Darsteller für die Serie Jackass, die die Akteure beim Durchführen gefährlicher oder ekelerregender Mutproben und Wetten zeigt. Nachdem die Sendung 2002 eingestellt wurde, initiierte und drehte Margera die Ablegerserie Viva La Bam, bei der seine Eltern und sein Onkel „Don Vito“ Opfer von verschiedenen Streichen werden. Außerdem schrieb und drehte Margera den Spielfilm Haggard und trat in dem Skaterfilm Grind – Sex, Boards & Rock’n’Roll in Erscheinung.
Margera ist ein guter Freund des HIM-Frontmannes Ville Valo, der wie er Mitglied der Turbojugend ist. Zudem war er auch bei HIMs Musikvideos zu „Buried Alive by Love“, „The Sacrament“, „Solitary Man“ und „And Love Said No“ als Regisseur beteiligt. Er ist außerdem in dem Musikvideo „Foxtrot Uniform Charlie Kilo“ der Bloodhound Gang zu sehen. Im September 2014 nahm Margera mit Dani Filth das Duett Beds Are Burning auf, welches auf dem Devilment's Album The Great and Secret Show zu hören ist. Margera war Besitzer eines eigenen Plattenlabels mit dem Namen „Filthy Note“, welches sich auf Metal-Bands spezialisiert hatte. 2013 gründete er u. a. mit seinem Bruder und Schlagzeuger Jess Margera und seiner Exfrau Nicole Boyd Margera die Punkrock-Band Fuckface Unstoppable. Diese veröffentlichte im selben Jahr das Debütalbum Stórfréttir Í Reykjavík und 2014 über das Indie-Label Artery Recordings F F U – Fuckface Unstoppable und 2021 mit einer teilerneuerten Band nach dem Ausstieg verschiedener Mitglieder das Album Pussies Beware.
Von November 2004 bis Februar 2013 war Margera einmal pro Woche mit seiner eigenen Radiosendung Radio Bam bei Sirius Satellite Radio zu hören. Außerdem wurde er als professioneller Skateboarder in den Jahren 2000 bis 2016 von Element gesponsert. 2017 kündigte er seinen Rücktritt vom Skateboarden an.
Margeras Popularität führte zu mehreren Auftritten in der Skateboard-Videospiel-Serie Tony Hawk’s.

## Privat

### Privatleben und Familie
Von 1998 bis 2005 war Margera mit Jennifer „Jenn“ Rivell liiert, die auch mehrere Auftritte in Margeras Projekten hatte. Von 2007 bis 2012 war er  mit Melissa „Missy“ Rothstein verheiratet. 2013 heiratete er Nicole Boyd im isländischen Reykjavík. Im Juni 2017 gab Margera die Schwangerschaft seiner Frau bekannt. Margeras Sohn trägt den Namen Phoenix Wolf und wurde am 23. Dezember 2017 geboren. Im Februar 2023 wurde die Trennung des Paares verkündet. Margera verkündete in diesem Zusammenhang, dass ihre Ehe nie rechtskräftig gewesen sei, da sie zum Zeitpunkt der Eheschließung nicht in Reykjavík gelebt hätten, was jedoch Voraussetzung für eine rechtsgültige Ehe sei. Im August 2023 bekam Nicole Boyd das alleinige Sorgerecht für den Sohn Phoenix Wolf. Margera darf diesen nur sehen, wenn er einen abgeschlossenen Entzug vorweisen kann.
Bam Margera besitzt ein Haus in Pocopson Township, Pennsylvania. Dieses Haus befindet sich in der Nähe zu seiner Heimatstadt West Chester und ist Fans auch als Castle Bam bekannt. Es wird aktuell von seinem Bruder Jess Margera bewohnt und diente unter anderem als Kulisse für die Serien Viva La Bam und Bam’s Unholy Union.

### Alkohol und Drogenmissbrauch
Margera hat seit seinen Zwanzigern eine Vorgeschichte mit Alkoholmissbrauch. Er wurde häufig beim Trinken gesehen oder angetrunken vor der Kamera in Viva La Bam und hinter den Kulissen der Jackass-Filme. 2020 wurde er von der Produktion des Filmes Jackass Forever ausgeschlossen, nachdem er erneut rückfällig wurde. Im Juli 2022 wurde Margera nach einem viertägigen Alkoholrausch von Sanitätern und Polizisten ins Krankenhaus gebracht. Danach befand er sich in einer stationären Rehabilitationseinrichtung. Im März 2023 trennte sich seine Ehefrau Nicole Boyd von ihm, nachdem er bei einem Familienbesuch betrunken war. Nur kurze Zeit später wurde Margera verhaftet, nachdem er seine Ehefrau in einem Restaurant vor den Augen des Sohns anschrie. Im April 2023 wurde er von der Polizei gesucht, nachdem er eine tätliche Auseinandersetzung mit seinem Bruder Jess Margera hatte. Jess Margera warf seinem Bruder vor, ihn unter Einfluss von Crystal Meth mit dem Tod bedroht und verprügelt zu haben. Nach mehrtägiger Flucht stellte sich Bam Margera der Polizei und kam gegen eine Kaution von 50.000 US-Dollar vorerst frei. Nachdem er im Juni 2023 in eine psychiatrische Einrichtung gebracht wurde, begab er sich in die Entzugsklinik des ehemaligen Basketballstars Lamar Odom. Auch diese Einrichtung verließ Margera vorzeitig.

## Filmografie
- 1999: Jump Off a Building
- 1999: Landspeed: CKY
- 1999: Transworld Skateboarding: Feedback
- 2000–2002: Jackass (Fernsehserie)
- 2000: CKY2K
- 2001: CKY3
- 2002: One Step Beyond
- 2002: CKY4: Latest & Greatest
- 2002: Jackass: The Movie
- 2003: Mike V: Greatest Hits
- 2003–2005: Viva La Bam (Fernsehserie)
- 2003: CKY: Infiltrate, Destroy, Rebuild (Video-Album)
- 2003: Grind – Sex, Boards & Rock’n’Roll
- 2003: Haggard
- 2004: 411 VM: The Bam Issue (Skatevideo)
- 2005: Elementality Vol. 1 (Skatevideo)
- 2005: Cradle of Filth: Peace Through Superior Firepower
- 2006: Jackass: Nummer Zwei
- 2006: Elementality Vol. 2 (Skatevideo)
- 2007: Bam’s Unholy Union (Fernsehserie)
- 2007: Bam Animation
- 2007: 3000 Miles
- 2007: Jackass 2.5
- 2008: Where the #$&% Is Santa?
- 2008: Minghags
- 2009: Make It Count
- 2010: Bams or Bust
- 2010: Bam’s World Domination (Fernsehserie)
- 2010: Jackass 3D
- 2011: Jackass 3.5
- 2012: The Bates Haunting
- 2014: I Needed Time to Stay Useless
- 2014: Bam’s Bad Ass Game Show (Fernsehserie)

## Trivia
- Nach dem Unfalltod seines Freundes Ryan Dunn im Jahre 2011 ließ Margera sich ihm zu Ehren eine Tätowierung auf den rechten Oberarm stechen.[26]
- Margera nahm im Juni 2014 an der TV-total-Autoball-Weltmeisterschaft 2014 teil und vertrat somit die USA bei diesem Turnier. Sein erstes Spiel bestritt er gegen den Gastgeber Stefan Raab und unterlag mit 7:0.[27]
- Bei der Wok-Weltmeisterschaft 2015 trat Margera für die USA an.[28]
- 2017 war Margera zu Gast bei The Nine Club with Chris Roberts, worin er Einblicke in sein Leben gibt.[29]